# Acid drops
Acid drops („kwaśne dropsy”, także acidulated drops, acid tablets) – w kręgu kulturowym języka angielskiego (przy czym w Stanach Zjednoczonych bliskim odpowiednikiem są sourballs) rodzaj słodyczy, o silnym smaku, zaprawianych kwasem winowym.
Tego rodzaju słodycze pojawiły się w początku XIX wieku. Nazywano je początkowo raczej „acidulated drops”; nazwa ta utrzymała się do XX wieku. Mówi o nich zwięźle Charles Dickens w Szkicach Boza (1836; Ma, in the openness of her heart, offered the governess an acidulated drop), używając jeszcze terminu „acidulated drop”. Już w XIX wieku obok „acidulated drops” zaczęto używać skróconej nazwy „acid drops”, a także – przestarzałej obecnie – „acid tablets”.
Wydaje się, że początkowo częste było nadawanie tym słodyczom smaku owocowego, jak malinowy, pomarańczowy. Później jednak formy te całkowicie wyparła forma czysta, bez dodatków.
Obecnie „acid drops” stały się rzadkością w sklepach ze słodyczami. Pozostały jednak w pamięci ludzkiej, co widoczne jest w ich nieustającej obecności w języku angielskim, który wciąż odwołuje się metaforycznie do ich cierpkości. Przykładem tej ich obecności w języku może być Acid Drops, kompilacja cierpkich anegdot sporządzona przez Kennetha Williamsa.